# Goleo VI
Goleo VI, o simplemente Goleo fue el nombre de la mascota de la Copa Mundial de Fútbol de 2006, que se realizó en Alemania. Goleo VI es un león vestido con una camiseta de color blanco en el que están escritos los números 06, en referencia al año 2006 de celebración del mundial. Goleo es acompañado por Pille, un balón parlante. Goleo fue creado por la compañía de Jim Henson con un costo de 250.000 euros.
El nombre de esta mascota tiene diversos significados. En la mayoría de los países del mundo, el término está íntimamente ligado con la palabra gol (aunque en alemán, se dice Tor). Además, incluye referencias a gritos de apoyo como "Go, Leo, Go" (en inglés, "Vamos, león, vamos") y el clásico Olé hispano.
La mascota del mundial fue dado a conocer a la opinión pública el 13 de noviembre de 2004 durante el programa alemán de televisión Wetten, dass..?, siendo presentado por Pelé y Franz Beckenbauer. Durante el año 2006, Goleo VI apareció en la versión 2006 del video musical de la canción Love Generation de Bob Sinclar.

## Críticas
Goleo ha recibido numerosas críticas, diciendo que es feo y que no representa al país anfitrión. El león está íntimamente relacionado como el animal tradicional de Inglaterra, el histórico rival de Alemania a nivel deportivo. De acuerdo a Erik Spiekermann, la mascota debiese haber sido un águila, símbolo del país y animal que aparece en el escudo de armas alemán, o incluso una ardilla.
En las semanas previas al inicio del Mundial, la empresa que había comprado los derechos de producción y comercialización de los juguetes de Goleo, declaró su insolvencia económica, debido a la baja demanda de compra del producto en relación con las expectativas planificadas.

## Controversias
Se descubrieron sustancias dañinas en los ejemplares de peluche de Goleo VI. Se detectó que la ropa de cama de la mascota oficial se elaboraba con colorantes que podía resultar cancerígeno. Además, los peluches oficiales contenían dibaticilina; una sustancia tóxica anti-inflamable que perjudica el sistema inmunológico y provoca esterilidad tanto en hombres como en mujeres.